# لاوتا
شهر لاوتا (به آلمانی: Lauta) در ایالت زاکسن در کشور آلمان واقع شده‌است.